# Pruitt-Igoe
Pruitt-Igoe fue un gran proyecto urbanístico desarrollado entre 1954 y 1955 en la ciudad de San Luis, Misuri, Estados Unidos.
Poco tiempo después de haberse construido, las condiciones de vida en Pruitt-Igoe comenzaron a decaer; y en la década de 1960, la zona se encontraba en pobreza extrema, con altos índices de criminalidad y segregación, lo que provocó la reacción de los medios internacionales ante el declive del barrio. El complejo fue diseñado por el arquitecto Minoru Yamasaki, autor, también, de las torres del World Trade Center.
A las tres de la tarde del 16 de marzo de 1972, menos de 20 años después de su construcción, el primero de los 33 gigantescos edificios fue demolido por el gobierno federal. Los otros 32 restantes fueron derruidos en los siguientes dos años.
Las dimensiones del fracaso de Pruitt-Igoe, que se convirtió en un icono emblemático, provocó un intenso debate sobre política de vivienda pública. El proyecto Pruitt-Igoe fue una de las primeras demoliciones de edificios de arquitectura moderna y su destrucción fue descrita por el arquitecto paisajista, teórico e historiador de la arquitectura Charles Jencks como «el día en que murió la arquitectura moderna». El material grabado de la demolición fue incluido en la película Koyaanisqatsi, de Godfrey Reggio con música de Philip Glass, que compuso una pieza de ocho minutos de duración y que recibió el nombre del proyecto.

## Antecedentes

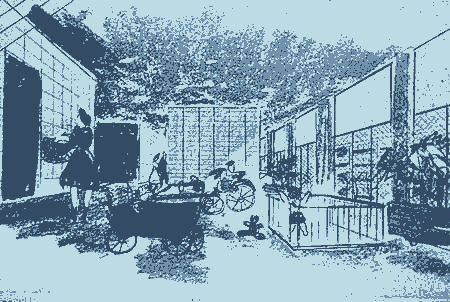
Diseño original de las zonas comunes.

Durante los años 1940 y 1950, la ciudad de San Luis, restringida por sus límites establecidos en 1876, era «un lugar atestado»; en sentido clásico, parecía y se sentía como una verdadera gran ciudad... como sacada de una novela de Charles Dickens. Su acumulación de viviendas se deterioraron durante el período de entreguerras y la Segunda Guerra Mundial. Más de 85 000 familias vivían en pisos del siglo XIX y un estudio oficial de 1947 reveló que 33 000 hogares aún tenían baños comunales. Los residentes de clase media, en su mayoría de raza blanca, estaban abandonando la ciudad y sus antiguas residencias las ocupaban familias de bajos ingresos. Los barrios negros (al norte) y los blancos (al sur) de la parte antigua de la ciudad se segregaron y expandieron, amenazando con engullir el centro de la ciudad. Para salvar las propiedades del centro de una inminente devaluación, las autoridades de la ciudad de San Luis iniciaron un re-desarrollo del «anillo central» alrededor del distrito central de negocios. La decadencia ahí fue tan profunda que la gentrificación de los bienes inmuebles existentes se consideró poco práctica.
En 1947, los planificadores de San Luis propusieron el reemplazo de DeSoto-Carr, un barrio negro en caída libre, por dos —e incluso tres— nuevos bloques de edificios residenciales y un parque público. Sin embargo, el plan no se llevó a cabo finalmente. En lugar de eso, el alcalde demócrata Joseph Darst, elegido en 1949, y los líderes republicanos del estado, optaron por la limpieza total de los barrios marginales y su sustitución por viviendas públicas de alta densidad. Explicaron que los nuevos proyectos crearían un resultado neto positivo para la ciudad a través de mayores ingresos, nuevos parques, zonas de recreo y espacios comerciales.

«Debemos reconstruir, abrir y limpiar los corazones de nuestras ciudades. El hecho de que los barrios marginales fueran creados con todos los males intrínsecos fue culpa de todos. Ahora es responsabilidad de todos reparar ese daño».
Joseph Darst, 1951

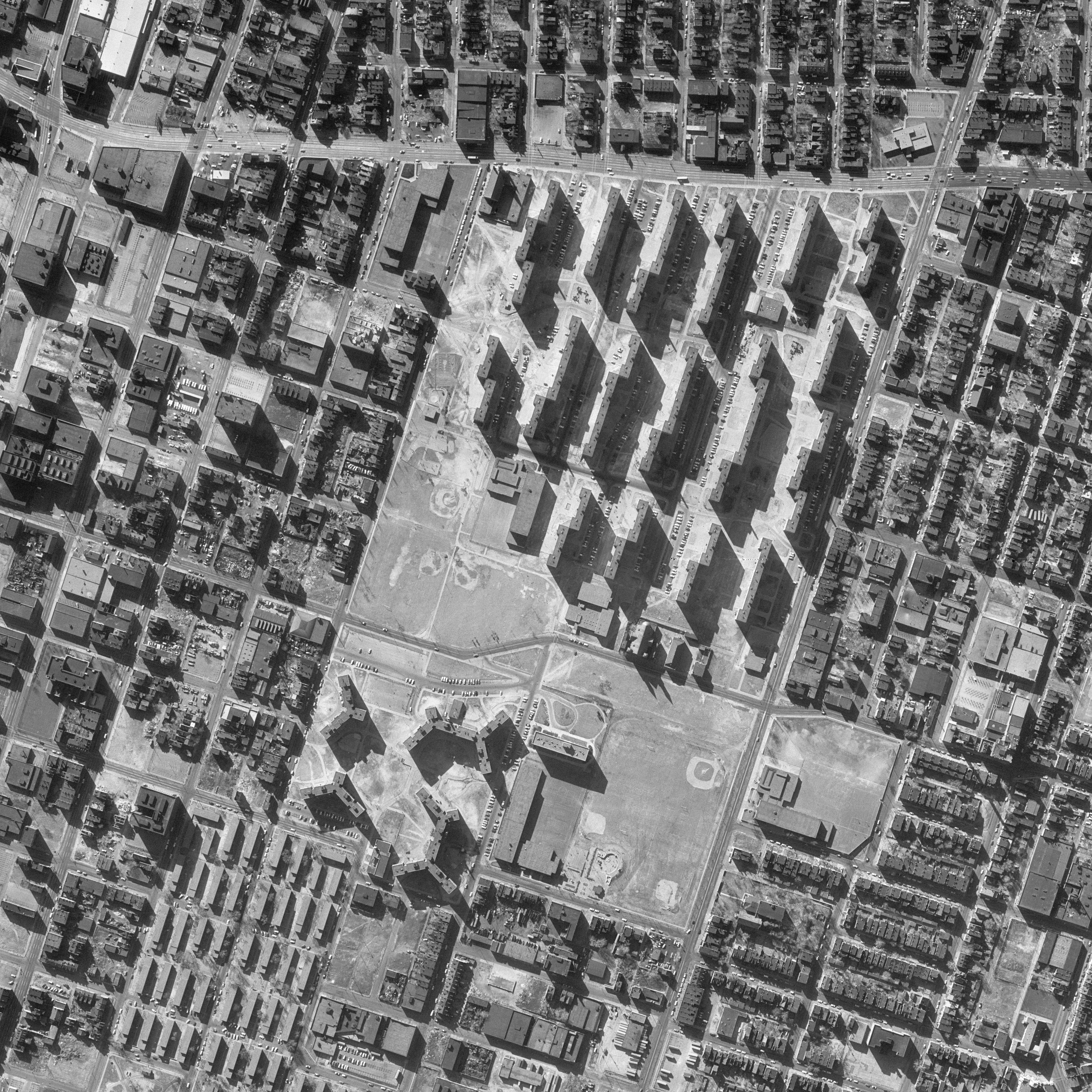
El complejo urbanístico Pruitt-Igoe estaba compuesto de 33 edificios de once plantas cada uno situados cerca del norte de San Luis, Misuri.

En 1948, los votantes rechazaron la propuesta de un préstamo municipal que financiara el cambio, pero pronto la situación cambió con el Acta de Vivienda de 1949 y las leyes del estado de Misuri que proporcionaban la cofinanciación de los proyectos de vivienda pública. El acercamiento efectuado por Darst, de renovación urbana, fue compartido por la administración de Harry S. Truman y sus colegas alcaldes de otras ciudades, abrumados por los trabajadores industriales reclutados durante la guerra. En particular, la Autoridad de Reurbanismo y Desmonte de San Luis (Saint Louis Land Clearance and Redevelopment Authority) fue autorizada a adquirir y demoler los barrios menos favorecidos del anillo central y vender, así, los terrenos a precios más bajos a promotores privados, fomentando el regreso de la clase media y el crecimiento del sector de los negocios. Otra agencia, la Autoridad de Vivienda de San Luis (Saint Louis Housing Authority), tenía que limpiar el terreno con el objetivo de construir viviendas públicas para la antigua población de los barrios más pobres.
En 1950, San Luis había obtenido ya un compromiso federal para financiar 5800 unidades de vivienda pública. El primer gran proyecto de este tipo en San Luis, Cochran Gardens, fue completado en 1953 y estaba destinado a blancos con bajos ingresos. Consistía en 704 viviendas dispuestas en doce grandes edificios y su continuación fue Pruitt-Igoe, Darst-Webbe y Vaughan. Pruitt-Igoe estaba destinado a jóvenes blancos y negros de clase media, aislados en diferentes edificios; mientras que Darst-Webbe iría enfocado a inquilinos blancos de escasos ingresos. La vivienda pública en Misuri mantuvo la segregación racial hasta 1956.

## Diseño y construcción
En 1950, la ciudad encargó a la empresa Leinweber, Yamasaki & Hellmuth diseñar Pruitt-Igoe, un nuevo complejo urbanístico que debía su nombre a Wendell O. Pruitt, un piloto afroamericano natural de San Luis que luchó en la Segunda Guerra Mundial, y William L. Igoe, antiguo congresista estadounidense. En principio, la ciudad planificó dos divisiones: los hogares del capitán W. O. Pruitt para los residentes negros, y los apartamentos William L. Igoe para los blancos. La zona limitaba con Cass Avenue al norte, North Jefferson Avenue al oeste, Carr Street al sur y North 20th Street al este. Anteriormente a la construcción del complejo, el terreno era conocido como el barrio De Soto-Carr, un gueto de la comunidad negra de pobreza extrema.

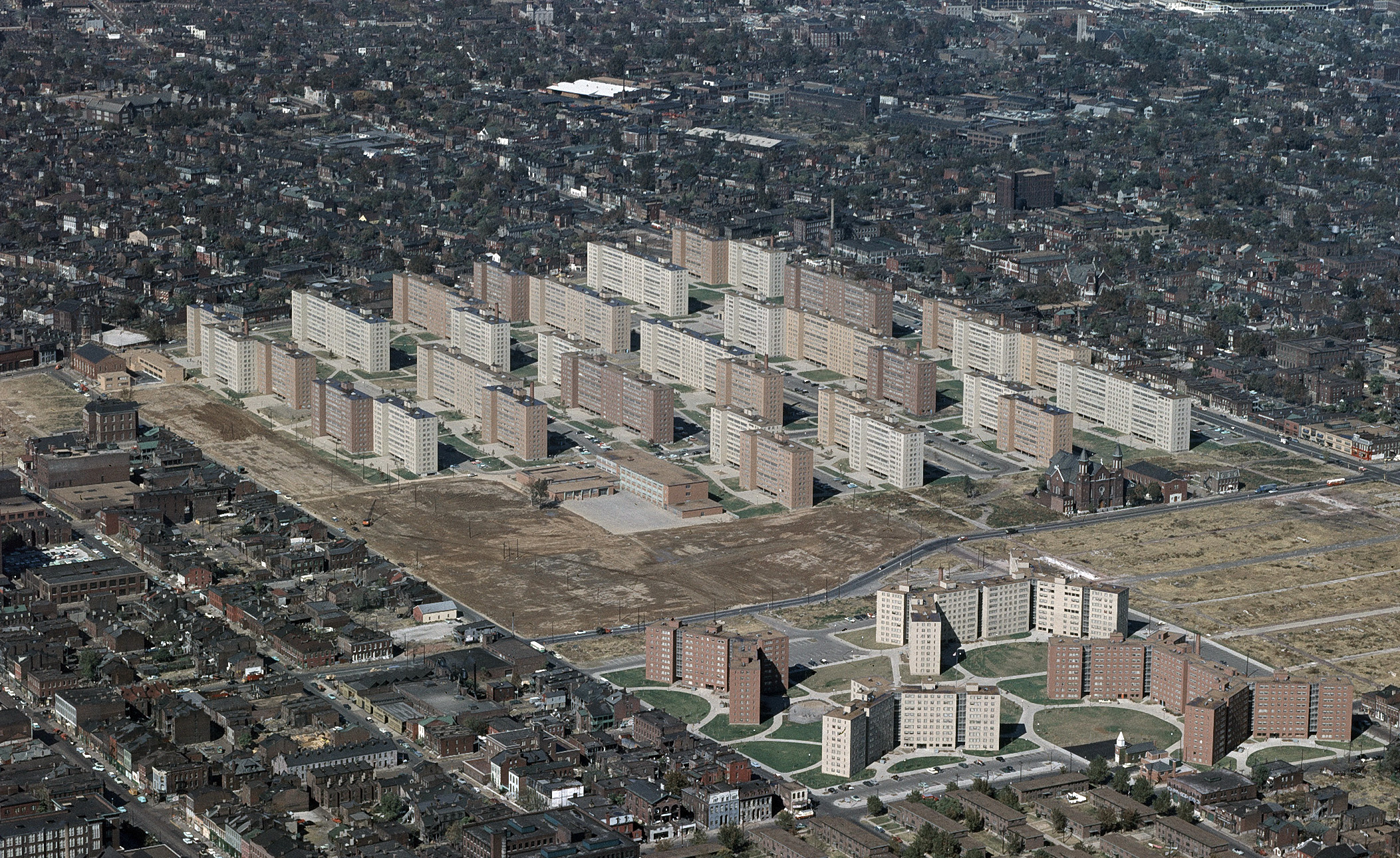
Imagen del proyecto de viviendas Pruitt-Igoe con sus 33 bloques de edificios. Las cuatro estructuras que figuran en primer plano formaban el Vaughn Public Housing Complex (también demolido). En la imagen aparece el Colegio Pruitt, en el centro de la foto, y la Iglesia Polaca Católica Estanislao Kostka. Ambos edificios permanecen aún en pie.

El proyecto fue diseñado por el arquitecto Minoru Yamasaki, quien más tarde diseñaría el World Trade Center de Nueva York. Este fue el primer gran trabajo de Yamasaki, realizado bajo la supervisión y las restricciones impuestas por la Autoridad Federal de Vivienda Pública (PHA, Public Housing Authority). La propuesta inicial consistía en una mezcla de edificios de gran altura, mediana y baja. Fue aceptado por las autoridades de San Luis, pero sobrepasaba los límites presupuestarios federales impuestos por la PHA. La agencia intervino e impuso un edificio uniforme de once plantas. La escasez de materiales provocadas por la guerra de Corea y las tensiones en el Congreso hicieron más estrictos los controles de la PHA.
En 1951, Architectural Forum alabó la propuesta original de Yamasaki y la calificó como «el mejor apartamento de gran altura» del año. La densidad total fue fijada en un nivel moderado de 50 unidades por acre (mayor que en los barrios pobres del centro), y todavía, de acuerdo con los principios de planificación de Le Corbusier y el Congreso Internacional de Arquitectura Moderna, los edificios fueron organizados en once plantas en un intento de destinar los jardines y la planta baja para zonas comunes. Architectural Forum calificó el diseño como «vecindarios verticales para gente pobre». Se suponía que cada fila de edificios estaría flanqueada por «un río de árboles», según el desarrollo de una idea de Harland Bartholomew. Sin embargo, los parques y las zonas de recreo no eran adecuados; y la zona de juegos fue añadida sólo después de que los propietarios presionaran para su instalación.
Con su finalización en 1955, Pruitt-Igoe consistía, pues, de 33 edificios de once plantas cada uno en un área de 23 hectáreas situadas en el norte de San Luis. El complejo albergaba 2870 apartamentos, convirtiéndose en uno de los más grandes de los Estados Unidos. Los apartamentos eran extremadamente pequeños, con reducidos accesorios de cocina. Los ascensores skip-stop sólo paraban en la primera, cuarta, séptima y décima planta, obligando a los vecinos a utilizar las escaleras en un intento de descongestionar el uso del ascensor. Las plantas bajas fueron equipadas con grandes corredores, lavanderías, salas comunes y conductos de basura. Sin embargo, los huecos de las escaleras y los corredores atrajeron a asaltadores. El sistema de ventilación era pobre y no existía aire acondicionado.
Pese a los recortes iniciales del gobierno federal, el coste final de Pruitt-Igoe se elevó a 36 millones de dólares, un 60 % por encima de la media nacional en vivienda pública en ese momento. Los conservadores atribuyeron los excesos de costes a los salarios inflados de trabajo por la influencia de los sindicatos que además dio lugar a la instalación de un costoso sistema de calefacción; estos sobrecostos provocaron una serie de recortes arbitrarios en otras partes fundamentales de los edificios.
No obstante, Pruitt-Igoe tuvo, al principio, buenas críticas, ya que era visto como un gran avance en la renovación urbana. Pese a la pobre calidad de los edificios, los proveedores de materiales hacían referencia a Pruitt-Igoe en sus anuncios publicitarios, aprovechando la exposición nacional del proyecto urbanístico.

## Decadencia

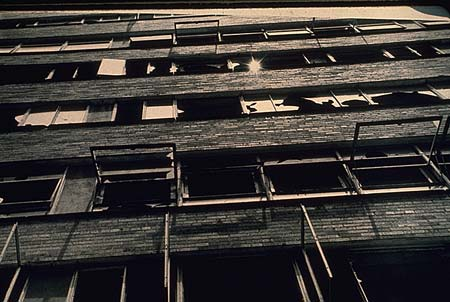
Las ventanas de Pruitt-Igoe completamente vandalizadas.

Una decisión en 1956 de la corte de Misuri eliminó la segregación racial en dicho estado y el nuevo complejo de edificios pasó a ser habitado, en su mayoría, por inquilinos negros. Sin embargo, los ciudadanos blancos decidieron no formar parte del nuevo e integrador barrio.
Los edificios se mantuvieron inhabitados durante años, aunque diversas fuentes difieren en cuanto a los niveles de despoblación: según Newman, la ocupación nunca sobrepasó el 60 %; mientras que Ramroth aseguró que la desocupación era de un tercio en 1965. Pese a ello, todos los autores coinciden en que a finales de los años 1960 Pruitt-Igoe se encontraba en un avanzado estado de abandono y deterioro, convirtiendo al barrio en un foco de decadencia, inseguridad y crimen. Su arquitecto lamentó esta situación: «Nunca pensé que la gente fuera tan destructiva». En 1971, Pruitt-Igoe albergaba sólo seiscientos vecinos en diecisiete edificios; los otros dieciséis fueron tapiados. Mientras tanto, el adyacente Carr Village, un barrio bajo de San Luis y de similar composición demográfica, se mantuvo totalmente ocupado y sin problemas durante la construcción, ocupación y declive de Pruitt-Igoe.

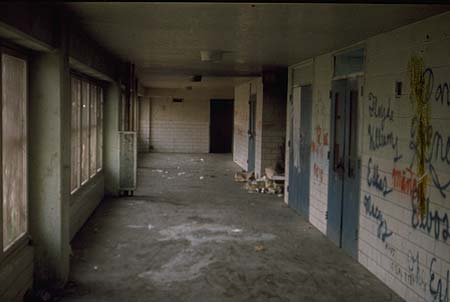
Estado de deterioro y total abandono de los corredores de los edificios de Pruitt-Igoe.

Pese a la decadencia de las zonas públicas y la violencia de pandillas, Pruitt-Igoe mantuvo un relativo bienestar durante sus peores años. Los propios inquilinos trabajaban y limpiaban las zonas comunes y, a menudo, era un éxito. Pero cuando los corredores eran compartidos por veinte familias y las escaleras por cientos, los espacios públicos caían, por tanto, en menoscabo. Cuando el número de residentes por espacio público aumentaba un cierto nivel, nadie se identificaba con aquellas «tierras de nadie» —lugares donde era «imposible sentir... distinguir un vecino de un intruso»—.
Los habitantes de Pruitt-Igoe crearon una asociación de vecinos, dando lugar a empresas mancomunitarias. Un ejemplo de ellas fue la creación de habitaciones artesanales. Estas habitaciones permitía a las mujeres de Pruitt-Igoe reunirse, relacionarse socialmente y crear elementos decorativos, colchas y estatuas para luego venderlos.

## Demolición
En 1968 el Departamento Federal de Vivienda comenzó a animar a los residentes que quedaban en Pruitt-Igoe a abandonar el vecindario.

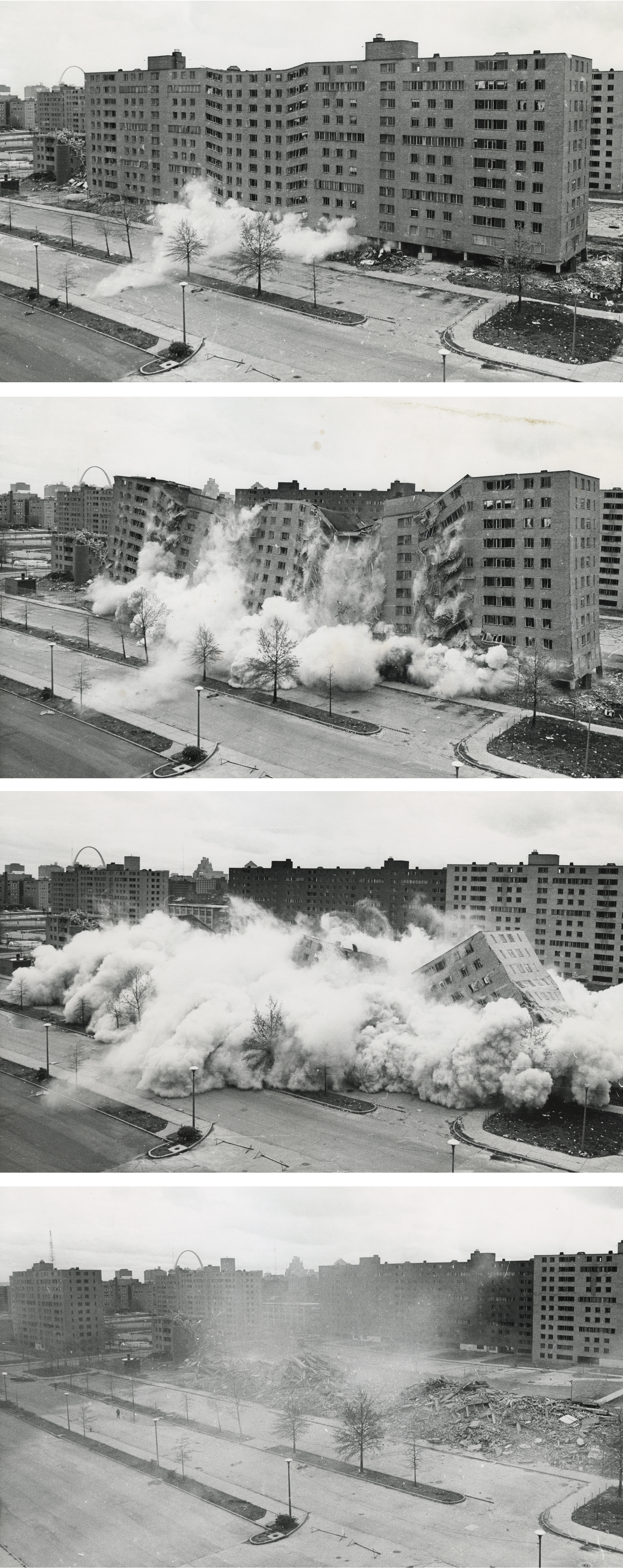
Abril de 1972. La segunda demolición de Pruitt-Igoe fue televisada y la siguió otra el 16 de marzo.

En diciembre de 1971 las autoridades estatales y federales accedieron a demoler dos de los edificios de Pruitt-Igoe. Esperaban que una progresiva reducción de la población en los edificios pudiera mejorar las condiciones. En ese momento, Pruitt-Igoe había consumido ya 57 millones de dólares, una inversión que no podía abandonarse. Se consideraron diferentes posibilidades para intentar rehabilitar Pruitt-Igoe, entre las que se incluyó la conversión en edificios más bajos, reduciéndolos a cuatro plantas en una reorganización «horizontal» del diseño.
Tras meses de preparación, el primer edificio fue demolido mediante una voladura controlada a las 15:00 horas del 16 de marzo de 1972. El segundo edificio fue demolido el 22 de abril de 1972. Tras varias voladuras efectuadas el 15 de julio de ese mismo año concluyó la primera etapa de la demolición. El gobierno federal descartó cualquier plan de rehabilitación y Pruitt-Igoe agonizó durante tres años más. El lugar quedó limpio, finalmente, en 1976. Hoy en día, el espacio en el que se emplazó el complejo urbanístico está empleado parcialmente por las escuelas Gateway Middle School y Gateway Elementary School, así como la escuela militar Pruitt Military Academy; todas están dentro del distrito de escuelas públicas de San Luis. El resto del terreno fue plantado con árboles. El antiguo barrio DeSoto-Carr que rodeaba a Pruitt-Igoe también fue derribado y reemplazado por viviendas unifamiliares de menor altura.

## Legado y malentendidos
Los motivos por los que Pruitt-Igoe fracasó son complejos. Habitualmente se ha presentado como un fracaso puramente arquitectónico. Otros críticos lo achacaron a factores sociales como el declive económico de San Luis, la marcha de los blancos a las afueras de la ciudad y la politizada oposición local a los planes gubernamentales en materia de vivienda. Lo cierto es que el caso de Pruitt-Igoe es mostrado como ejemplo a estudiar en arquitectura, sociología y política: «una sandez en el entorno y en el comportamiento de la literatura», hasta el punto de que la historia que rodea a Pruitt-Igoe está llena de malentendidos y conceptos erróneos.
Frecuentemente se presenta a Pruitt-Igoe como un proyecto innovador que no funcionó en la práctica, pero sí en cuanto a galardones por su diseño. Sin embargo, nunca ganó ningún premio profesional que no fuera un reconocimiento a «mejor del año» por alguna revista especializada como la citada anteriormente (Architectural Forum). Por ejemplo, un diseño anterior realizado en San Luis por los mismos arquitectos, Cochran Gardens, sí recibió dos premios. Katherine G. Bristol afirma que este error voluntario de los críticos formaba parte de una maniobra general para culpar los fracasos de la vivienda pública al Estilo Internacional, al parecer insensible a la sociedad del mundo real y la revaluación de la arquitectura moderna de los años 1970.

La ciudad de arquitectura moderna, como construcción psicológica y modelo físico, se ha vuelto trágicamente absurda... La ciudad de Le Corbusier, la famosa ciudad de los CIAM y publicitada por la Carta de Atenas; la antigua ciudad de liberación es cada día más inadecuada.
Colin Rowe, Fred Koetter (1976). Collage City.

Charles Jencks, uno de los críticos que se refirió a los inexistentes premios concedidos por la AIA, utilizó Pruitt-Igoe como ejemplo de las peligrosas intenciones modernas que discurren contrarias al desarrollo social del mundo real. Esta idea ignora el hecho de que la situación, densidad de población, las limitaciones de los costes e incluso el número de plantas de los edificios fueron impuestos por las autoridades estatales y federales.

## Lecturas recomendadas
- Bristol, Kate; Montgomery, Roger (1987). Pruitt-Igoe: An Annotated Bibliography. Council of Planning Librarians. ISBN 0-86602-205-8, ISBN 978-0-86602-205-7.
- Chuck Palahniuk, "Confessions in Stone" in Stranger than Fiction. (New York: Doubleday, 2004).